# Mszarniczek
Mszarniczek (Limnomys) – rodzaj ssaków z podrodziny myszy (Murinae) w obrębie rodziny myszowatych (Muridae).

## Rozmieszczenie geograficzne
Rodzaj obejmuje gatunki występujące endemicznie na filipińskiej wyspie Mindanao.

## Morfologia
Długość ciała (bez ogona) 119–144 mm, długość ogona 147–181 mm, długość ucha 20–24 mm, długość tylnej stopy 28–35 mm; masa ciała 47–90 g.

## Systematyka
Rodzaj zdefiniował w 1905 roku amerykański ornitolog Edgar Alexander Mearns w artykule zatytułowanym „Opisy nowych rodzajów i gatunków ssaków z filipińskich wysp”, opublikowanym w czasopiśmie Proceedings of the United States National Museum. NGatunkiem typowym jest  (oryginalne oznaczenie) mszarniczek białobrzuchy (L. sibuanus). 

### Etymologia
Limnomys: gr. λιμνη limnē ‘bagno’; μυς mus, μυος muos ‘mysz’.

### Podział systematyczny
Do rodzaju należą następujące gatunki:
| Grafika | Gatunek             | Autor i rok opisu                 | Nazwa zwyczajowa         | Podgatunki         | Rozmieszczenie geograficzne                                                                  | Podstawowe wymiary                            | Status IUCN |
| ------- | ------------------- | --------------------------------- | ------------------------ | ------------------ | -------------------------------------------------------------------------------------------- | --------------------------------------------- | ----------- |
|         | Limnomys bryophilus | Rickart, Heaney & Tabaranza, 2003 | mszarniczek szarobrzuchy | gatunek monotypowy | pasmo górskie Kitanglad, być może inne wysokie szczyty; zakres wysokości: 2250–2800 m n.p.m. | DC: 12,1–14 cm DO: 15,2–18,1 cm MC: 48–90 g   | LC          |
|         | Limnomys sibuanus   | Mearns, 1905                      | mszarniczek białobrzuchy | gatunek monotypowy | góra Malindang, Kitanglad i Apo; zakres wysokości: poniżej 1300 m n.p.m.                     | DC: 11,9–14,4 cm DO: 14,7–17,4 cm MC: 47–82 g | LC          |

Kategorie IUCN:  LC  – gatunek najmniejszej troski.